# Croc O' Shirt

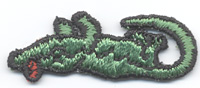
logo da Croc O'Shirt

A Croc O'Shirt era uma linha de vestuário comercializada pela Mad Dog Productions, que zombava das camisas da Lacoste no início dos anos 80. Quando a Lacoste processou, a linha foi encerrada. O processo ganhou publicidade em todo o mundo. 
Croc O'Shirt foi introduzido em 1980. Vendidas principalmente por correspondência, as camisas foram um sucesso com "anti- preppies ". Em 1983, a Lacoste entrou com uma ação contra a empresa alegando violação de marca registrada . O processo acabou sendo resolvido fora dos tribunais, permitindo que a Mad Dog Productions vendesse as camisas por mais um ano.   
A Mad Dog Productions lançou outros itens inovadores, como a Camisa do Cavalo (uma decolagem em camisas Polo que atraiu um processo semelhante da Polo Ralph Lauren, Ltd.), os sinos de vento da Silent Vigil Foam Rubber e Earl the Dead Cat .  
O nome da marca era um trocadilho com a frase "barro de merda " e seu logotipo era um crocodilo falecido da Lacoste, deitado de costas. 